# Claudio Rojas
Claudio Ariel Rojas Martínez (Città del Guatemala, 29 novembre 1973) è un ex calciatore ed ex giocatore di calcio a 5 guatemalteco.

## Carriera
Come massimo riconoscimento in carriera vanta la partecipazione, con la nazionale guatemalteca di calcio a 5, al FIFA Futsal World Championship 2000 in cui la selezione centroamericana è stata eliminata nel girone del primo turno comprendente Brasile, Portogallo e Kazakistan.